# Karl Josef Batthyány

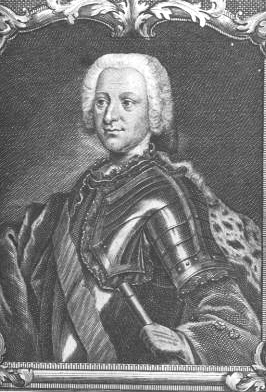
Karl Josef Batthyány

Karl Josef Batthyány (Rechnitz, 28 april 1697 - Wenen, 16 april 1772) was een Oostenrijks veldmaarschalk van Hongaarse afkomst. Hij was van 1746 tot 1747 militair bevelhebber en plaatsvervangend gevolmachtigd minister in de Oostenrijkse Nederlanden.

## Levensloop

### Afkomst en carrièrestart
Batthyány was een zoon van de Hongaarse graaf Ádám Batthyány (1662-1703) en werd geboren in het kasteel van Rechnitz, op dat ogenblik Hongaars grondgebied.
Op 19-jarige leeftijd begon hij zijn militaire loopbaan in het Oostenrijkse leger van prins Eugenius van Savoye waar hij onmiddellijk werd ingezet in de oorlog tegen het Ottomaanse Rijk en meevocht in de Slag bij Peterwardein.
In 1731 werd Batthyány door keizer Karel VI bevorderd tot kolonel van een regiment dragonders. Hij nam deel aan de veldtocht van 1734 aan de oevers van de Rijn tegen Frankrijk en aan de veldtocht van 1737 tot 1739 tegen de Ottomanen. Na deze laatste veldtocht werd Batthyány bevorderd tot cavaleriegeneraal. Karel VI zond Batthyány op diplomatieke missie naar Berlijn waar hij keizerlijk gezant was aan het Berlijnse Hof.

### Oostenrijkse Successieoorlog
Na het uitbreken van de Eerste Silezische Oorlog, die de Oostenrijkse Successieoorlog (1740-1748) inluidde, werd hij ingezet in het keizerlijke leger van Karel van Lotharingen. Als bevelhebber van diens troepen diende Batthyány de Fransen en de Beieren een zware nederlaag toe op 15 april 1745 in de Slag bij Pfaffenhofen. Deze overwinning verplichtte keurvorst Maximiliaan III Jozef van Beieren ertoe om met Oostenrijk de Vrede van Füssen te sluiten.
Batthyány werd door keizerin Maria Theresia bevorderd tot veldmaarschalk in opvolging van Leopold Filips van Arenberg die benoemd was tot stadhouder van Henegouwen. Maria Theresia zond hem naar de Rijn waar hij samen met de troepen van Otto Ferdinand von Abensperg und Traun de Fransen terug over de rivier konden verdrijven.
In 1746 werd Batthyány naar de Oostenrijkse Nederlanden gezonden om er de leiding te nemen van de troepen van Karel van Lotharingen. Op dat moment waren de Fransen onder leiding van maarschalk Maurits van Saksen (nog maar eens) begonnen aan de verovering van de Zuidelijke Nederlanden. Ondanks de vorming van een geallieerd leger van Oostenrijkers onder leiding van Batthyány, van Engelsen onder leiding van Willem van Cumberland en van Noord-Nederlanders onder leiding van Karel August van Waldeck-Pyrmont konden de Fransen zowel Brussel, Antwerpen, Bergen als Namen veroveren en waren op weg om eveneens Luik te gaan veroveren. Tijdens de Slag bij Rocourt op 11 oktober 1746 werden vooral de Nederlanders op de linkervleugel aangevallen. Batthyány die het bevel voerde over de rechtervleugel werd nauwelijks aangevallen door de Fransen en hij kon zijn positie behouden totdat de Fransen zich terugtrokken.
Wenzel Anton von Kaunitz, gevolmachtigd minister in de Oostenrijkse Nederlanden keerde in november 1746 terug naar Wenen waardoor Batthyány zowel militair bevelhebber als plaatsvervangend gevolmachtigd minister werd. Samen met de hertog van Cumberland en de prins van Waldeck bereidde Batthyány in het voorjaar van 1747 de herovering van de Oostenrijkse Nederlanden op de Fransen voor. Batthyány werd ontheven van zijn taak als gevolmachtigd minister en concentreerde zich terug op zijn taak als militair bevelhebber. In juni verliet het geallieerde leger de kampplaats aan de Nete en trok naar de Demer waar einde juni 1747 de stad Bilzen werd bezet. Ze trokken verder en bezetten achtereenvolgens de commanderij Alden Biesen te Rijkhoven en de dorpen Rosmeer, Hees en Kesselt. Op 2 juli 1747 volgde dan de confrontatie met het Franse leger onder leiding van maarschalk Maurits van Saksen, die op weg was naar Maastricht, tijdens de Slag bij Lafelt. Deze slag eiste een bijzonder zware tol met ruim 10.000 doden zonder dat er een duidelijke overwinnaar was. Na de slag verplaatste Batthyány zijn hoofdkwartier naar Verviers.

### Na zijn militaire loopbaan
Toen de Vrede van Aken in 1748 werd getekend was de Oostenrijkse Successieoorlog voorbij en liep de militaire loopbaan van Batthyány eveneens ten einde. Hij werd benoemd tot Obersthofmeister van kroonprins en latere keizer Jozef II. Als dank voor zijn bewezen diensten werd Batthyány in 1749 tot ridder geslagen in de Orde van het Gulden Vlies en kreeg in 1763 de erfelijke titel van prins. Verder ontving hij het Grootkruis in de Orde van de Heilige Stefanus die door keizerin Maria Theresia in 1764 was gesticht.
De laatste jaren van zijn leven bracht Batthyány in Wenen door waar hij in 1772 stierf. Hij had geen mannelijke nakomelingen zodat de prinsentitel overging op zijn neef Adam-Wenceslas Batthyány.
- Bibliothèque nationale de France: cb149591102 (data)
- Gemeinsame Normdatei: 116082291
- International Standard Name Identifier: 0000 0000 7987 9556
- Virtual International Authority File: 27812548
- WorldCat: E39PBJc7Y7y7v68pGFwbHdwHmd